# Совское кладбище
Совское кладбище (укр. Совський цвинтар) — киевское городское кладбище. Создано в киевской местности Совки, которые впервые упомянуты во второй половине XIV века как загородный двор киевского князя Владимира Ольгердовича. 
Под названием Сувки (Сувка) упомянуты как владения Доминиканского монастыря, которые в 1612 году были проданы шляхтичу Ярошу Покаловичу. В 1618 году приобретены Киево-Печерской лаврой, а в 1656 году — Софийским монастырём. По некоторым данным, кладбище, расположенное в Совках, также датируется XVII веком.
Расположено неподалёку от аэропорта «Жуляны» на территории Соломенского района украинской столицы по улице Колоскова, 6. Площадь некрополя примерно 10 га. В настоящее время закрыто для захоронений, производятся лишь подхоронения.
При Совском кладбище действует храм во имя праведного Лазаря Четверодневного, построенный в 2007 году. Освятил храм Предстоятель Украинской Православной Церкви Блаженнейший Митрополит Владимир. В память о этом событии он подарил церковной общине икону святителя и чудотворца Спиридона Тримифунтского. Храм открыт ежедневно.

## Известные люди, похороненные на кладбище
- Виталий Аникеенко - хоккеист
- Матвей Вайнруб - военачальник, участник Великой Отечественной войны, Герой Советского Союза.
- Евгений Зеленский - командир группы спецназа, Герой Украины.
- Вадим Ильенко - кинорежиссёр, сценарист.
- Андрей Ищенко - солист Киевского оперного театра.
- Арнальдо Францискович Ибаньес-Фернандес - режиссёр документального кино.
- Александр Колчинский - борец классического стиля
- Степан Литвин - поэт, переводчик.
- Константин Малинка - танкист, участник Великой Отечественной войны, Герой Советского Союза.
- Сергей Морозов - футболист, тренер.
- Игорь Носовский - доктор технических наук, патриарх науки о трении и износе материалов.
- Евдокия Решетник - зоолог.
- Павел Романчук - ученый- астрофизик.
- Виктор Рыбалко - криминальный "авторитет" по прозвищу "Рыбка"
- Даниил Собченко - хоккеист.
- Андрей Ткаченко - военный летчик, участник Великой Отечественной войны, Герой Советского Союза.
- Анатолий Тугай - педагог,  ректор Киевского национального университета строительства и архитектуры (1984—2012).
- Павел Шкапенко - футболист киевского "Динамо" и сборной Украины.
- Ольгерд Эйнор - ученый-геолог и палеонтолог.
- Алексей Ярмольский- организатор кинопроизводства, кинопродюсер.